# Suéltame
„Suéltame” to piosenka wykonywana przez amerykańską wokalistkę Christinę Aguilerę we współpracy z argentyńską artystką Tini, wydana na singlu 30 maja 2022 roku. Był to pierwszy singel promujący minialbum wykonawczyni La Tormenta, który potem ukazał się też na jej dziewiątym albumie studyjnym Aguilera.

## Informacje o utworze
„Suéltame” łączy w sobie takie gatunki muzyczne, jak reggaeton, latin pop i trap; podczas sesji nagraniowych wykorzystano między innymi syntezatory. Trwająca blisko trzy minuty piosenka wyróżnia się spokojnym tempem i zbudowana została na współpracy dwóch żeńskich wokalistek: Christiny Aguilery oraz delikatnie rapującej Tini. Utwór opowiada o podniecającej randce w klubie nocnym, flircie oraz wzajemnym przestrzeganiu swoich hamulców i barier w seksie.

## Wydanie singla
Utwór został wydany na singlu 30 maja 2022 roku, o kilka dni później niż planowano z powodu strzelaniny w Uvalde.

## Recenzje
Serwis Just Jared wskazał „Suéltame” jako „piosenkę lata 2022 roku”, a portal L’Opinionista przypisał nagraniu miejsce dziewiąte na liście dwudziestu najlepszych piosenek lipca 2022. Na łamach argentyńskiego dziennika Crónica utwór nazwano „zmysłową współpracą”. Víctor Berzal de Miguel, piszący dla portalu Cultura Diversa, uznał „Suéltame” za „wpadający w ucho powiew miękkiego reggaetónu i trapu”, który „w delikatny sposób otwiera EP-kę La Tormenta”. Dziennikarz stwierdził, że pomimo swojego łagodnego tonu „utwór zawiera w sobie grzmot, który ostrzega przed nadchodzącą burzą” (w odwołaniu do tytułu minialbumu – przyp.). Berzal de Miguel pozytywnie ocenił też „wokalną ekstrawagancję” Aguilery. Albert Nowicki w recenzji dla Prime News nazwał „Suéltame” „chillującym kawałkiem o łatwo wpadającej w ucho melodii i «kojącym» wokalu”. Serwis Spotify umieścił „Suéltame” na liście najlepszych latynoskich piosenek 2022 roku.

## Teledysk
Teledysk do utworu powstał jeszcze przed wydaniem singla. Został zateasowany pod koniec maja 2022 na kanale Aguilery w serwisie YouTube, a następnie ponownie, dwa miesiące później na Instagramie.
Współtwórcy
- Reżyseria: Ana Lily Amirpour
- Zdjęcia: Andrew Yuyi Truong[13]
- Aktorzy: Christina Aguilera, Gilbert Saldivar i in.
- Wytwórnia: Agüita Inc.

## Promocja i wykonania koncertowe
Aguilera wykonała utwór po raz pierwszy w trakcie wydarzenia muzycznego Mallorca Live Festival pod koniec czerwca 2022 roku.

## Twórcy
Informacje za Sony Music:
- Główne wokale: Christina Aguilera

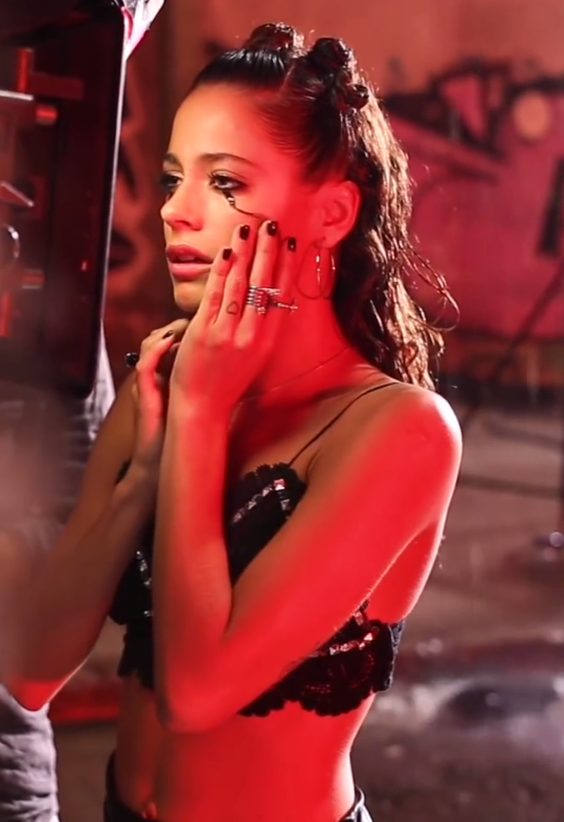
Współwykonawczyni piosenki, Tini.

- Producenci: Federico Vindver, Andrés Torres, Mauricio Rengifo, Rafa Arcaute
- Koproducent: Afo Verde
- Autorzy: Christina Aguilera, Martina Stoessel, Kat Dahlia, Federico Vindver, Andrés Torres, Mauricio Rengifo, Rafa Arcaute
- Wokale wspierające: Martina „Tini” Stoessel

## Pozycje na listach przebojów
| Kraj/region       | Notowanie (2022)           | Wydawca                                       | Najwyższa pozycja |
| ----------------- | -------------------------- | --------------------------------------------- | ----------------- |
| Argentyna         | Airplay Chart (Daily)      | Soundcharts                                   | 23                |
| Argentyna         | Airplay Chart (Weekly)     | Soundcharts                                   | 64                |
| Chile             | Airplay Chart              | Soundcharts                                   | 67                |
| Meksyk            | Airplay Chart              | Soundcharts                                   | 52                |
| Meksyk            | Mexico Espanol Airplay     | Billboard                                     | 19                |
| Mołdawia          | Airplay Chart              | Soundcharts                                   | 9                 |
| Panama            | Top 20 Airplay — Pop       | Monitor Latino                                | 7                 |
| Panama            | Top 50 Internacional       | Sociedad Panameña de Productores Fonográficos | 43                |
| Portoryko         | Top 20 Airplay — Pop       | Monitor Latino                                | 11                |
| Salwador          | Top 20 Airplay — General   | Monitor Latino                                | 13                |
| Salwador          | Top 20 Airplay — Pop       | Monitor Latino                                | 11                |
| Salwador          | Top 20 Airplay — Urbano    | Monitor Latino                                | 13                |
| Stany Zjednoczone | Latin Pop Airplay          | Billboard                                     | 23                |
| Stany Zjednoczone | Tropical Latin Airplay     | Mediabase                                     | 28                |
| Tajwan            | Airplay Chart              | Soundcharts                                   | 17                |
| Tajwan            | Top Western Weekly Singles | KKBox                                         | 30                |

Notowania radiowe/internetowe
| Kraj/region | Notowanie (2022) | Wydawca                              | Najwyższa pozycja | Data osiągnięcia pozycji szczytowej |
| ----------- | ---------------- | ------------------------------------ | ----------------- | ----------------------------------- |
| Argentyna   | Top 400 Songs    | Radio Uno                            | 12                | 2022−08−22                          |
| Francja     | Top 400 Songs    | Radio One                            | 1                 | 2022−08−12                          |
| Hiszpania   | Top 50 Songs     | Top 50 Oficial — — Tu Portal Musical | 1                 | 2022−10−??                          |
| Meksyk      | Top 400 Songs    | XHCHA-FM                             | 1                 | 2022−06−14                          |

## Historia wydania
| Region           | Data           | Format                      | Wytwórnia        | Źródło |
| ---------------- | -------------- | --------------------------- | ---------------- | ------ |
| Świat            | 30 maja 2022   | digital download, streaming | Sony Music Latin | [ 31 ] |
| Polska           | 30 maja 2022   | digital download            | Sony Music Latin | [ 32 ] |
| Ameryka Łacińska | 3 czerwca 2022 | airplay                     | Sony Music Latin | [ 33 ] |